# Bretilio
Il bretilio è un farmaco anti-aritmico che interferisce con il rilascio di catecolamine e che possiede capacità bloccanti i canali per il potassio.

## Farmacocinetica
Il bretilio tosilato è dispensato comunemente per via endovenosa, non essendo ben nota e controllabile la concentrazione plasmatica dopo dispensazione orale. Una concentrazione terapeutica di mantenimento può essere raggiunta mediante un'infusione costante di 0,5–2 mg/min.

## Farmacodinamica
Il bretilio esplica i suoi effetti cardiaci soprattutto per attività anti-aritmica diretta dovuta al blocco dei canali del potassio. Tale effetto provoca un aumento della durata del periodo di refrattarietà del potenziale d'azione generato nelle cellule miocardiche, con depressione dell'eccitabilità dei segmenti colpiti da ischemia. Il farmaco è inoltre in grado di interferire con il rilascio di noradrenalina; questa proprietà è stata inizialmente sfruttata per il trattamento dell'ipertensione; tuttavia, a quest'effetto, può conseguire una tachicardia e un effetto inotropo positivo di rimbalzo in grado di far precipitare la condizione ischemica che ha provocato l'aritmia.

## Profilo clinico
Il bretilio trova impiego in medicina d'urgenza e nelle unità di terapia intensiva cardiologica nei casi di tachicardia ventricolare e fibrillazione ventricolare non responsivi alla lidocaina e alla cardioversione. Non deve essere usato nei soggetti con intossicazione digitalica o con blocco atrio-ventricolare.

## Effetti avversi
Gli effetti avversi del bretilio sono diretta conseguenza della sua natura antiaritmica, con manifestazioni aritmogene in corso di trattamento. Non deve essere inoltre dimenticata la tachicardia di rimbalzo in grado di far precipitare la precedente condizione ischemica.
L'effetto collaterale extracardiaco più considerevole risulta essere la marcata ipotensione posturale, spesso prevenibile attraverso la somministrazione di una antidepressivo triciclico come la protriplina. Sono inoltre riportati casi di forte nausea e vomito dopo somministrazione endovenosa del farmaco.